# Charles Gonard
Pour les articles homonymes, voir Gonard et Morlot.
Charles Gonard, né le 11 octobre 1921 à Paris et mort le 12 juin 2016 à Vence, est un  résistant français.
Opérant sous le pseudonyme de « Morlot », Compagnon de la Libération, il est connu pour avoir mené le commando du COMAC qui a exécuté le collaborationniste, milicien et secrétaire d'État à l'Information et à la Propagande du régime de Vichy, Philippe Henriot, le 28 juin 1944.
Après guerre, il mène une brève carrière de militaire, avant de devenir industriel.

## Biographie
Charles Auguste Gonard naît le 11 octobre 1921 à Paris dans une famille de la bourgeoise protestante lyonnaise ; il est le fils d'Auguste Gonard, polytechnicien, ingénieur en chef des mines.
En juin 1940, encore lycéen, il est exaspéré par la défaite et tente, après l'appel du général de Gaulle, de rejoindre Londres, sans succès,. En novembre 1941, alors qu'il étudie le droit à Marseille et prépare l'École nationale de la France d'outre-mer, il s'engage dans la Résistance au sein du mouvement Combat. Il commence par porter des valises ou distribuer des tracts, activité qui lui paraît bientôt insuffisante, avant de rejoindre d'autres mouvements de résistance à Paris.
Il est présenté à Serge Ravanel, dirigeant de Libération-Sud, puis est envoyé dans le Sud-Est de la France. À Nice et Marseille, il entreprend des actions plus significatives : sabotages, exécutions de traîtres, attaques contre la Milice ou la Gestapo,.
En février 1944, il est affecté au Comité d’action militaire (COMAC), où il est chargé de réorganiser les groupes francs. Son groupe réussit à s'introduire, à Versailles, dans un bureau voisin d'une caserne de la Légion des volontaires français et à y détruire par le feu le fichier des hommes destinés au STO. Dans un bar de Pigalle, il liquide des membres français de la Gestapo. Le 12 juin 1944, il conduit l'opération qui fait s'évader le résistant Jean-Pierre Lévy, dit Lenoir. Quatorze jours plus tard, à la tête d'un commando du COMAC, il exécute avec un de ses hommes le collaborationniste Philippe Henriot,. Il doit renoncer en revanche à exécuter Joseph Darnand à la gare de Lyon, « par crainte de faire des victimes dans la foule ».
À la Libération, Charles Gonard  est homologué lieutenant-colonel FFI et, le 17 novembre 1945, fait Compagnon de la Libération. Parti en Indochine pour combattre les Japonais, il arrive après leur défaite et refuse de prendre part à la lutte contre les indépendantistes. Il publie dans Franc-Tireur un article contre la colonisation.
À la fin des années 1940, il commence à Strasbourg une carrière dans l'industrie qu'il poursuit à Paris, puis, pendant vingt-huit ans, au Maroc, où il dirige la Compagnie chérifienne des textiles (CCT). Lorsque des historiens critiqueront l’« assassinat » d’Henriot, il se défendra d'avoir été un « affreux ».
Il meurt le 12 juin 2016 à Vence, à l'âge de 94 ans.

### Vie privée
Père de Robert Gonard, il est l'époux en secondes noces de Françoise Romillat, morte en 2014, dont il a élevé les quatre enfants : Michèle, Corinne, Alain et Jean-Luc Martinet et dont il a eu un autre fils, Hervé.

## Décorations
- Commandeur de la Légion d'honneur
- Compagnon de la Libération par décret du 17 novembre 1945[9]
- Croix de guerre 1939–1945 (5 citations)
- Médaille de la Résistance française avec rosette par décret du 31 mars 1947[10]

## Dans la culture populaire
Charles Gonard est incarné par l'acteur Nicolas Koretzky dans la série télévisée Résistance, diffusée en 2014 sur TF1.